# Kunstraum der Universität Lüneburg
Der Kunstraum der Universität Lüneburg ist im Bereich zeitgenössischer Kunst eine fakultätsübergreifende Einrichtung der Leuphana Universität Lüneburg. Seit ihrer Umbenennung im Jahr 2007 ist der nunmehr vollständige Name Kunstraum der Leuphana Universität Lüneburg.

## Geschichte
Der Kunstraum wurde 1993 von einer interdisziplinären Gruppe von Wissenschaftlern der Universität Lüneburg gegründet, die bis heute die künstlerisch-wissenschaftliche Leitung innehat. Zu dieser Gruppe gehören die Kunsthistorikerin Beatrice von Bismarck, der Mathematiker Diethelm Stoller (seit 2005 pensioniert) und der Soziologe Ulf Wuggenig (gegenwärtiger universitärer Leiter des Kunstraums).
Die Eröffnungsausstellung unter dem Titel Services fand im Januar 1994 in einer ehemaligen Bäckerei in der Lüneburger Feldstraße statt. Kuratoren der ersten Ausstellung waren die amerikanische Künstlerin Andrea Fraser und der Kunsttheoretiker Helmut Draxler, damals Direktor des Kunstvereins München. Den Entwurf für das auch heute genutzte Logo des Kunstraums stammt von dem Wiener Künstler Gerwald Rockenschaub. In der Anfangsphase unterstützte die Stiftung Niedersachsen die Aktivitäten des Kunstraums, der als Einrichtung institutionell unabhängig von den Fakultäten, aber in der Lehre in die kulturwissenschaftlichen Programme der Leuphana Universität Lüneburg eingebunden ist.
Im Zuge einer Konversion der ehemaligen Scharnhorstkaserne in eine Universität konnte der Kunstraum im Jahr 1998 neue Ausstellungs-, Archiv- und Arbeitsräume in Halle 25 und Gebäude 7 des neuen Campus beziehen, von denen zehn Jahre danach ein Teil im Zuge der räumlichen Konzentration der Leuphana Universität wieder aufgegeben werden mussten. Die ursprünglichen Räume in der Feldstraße übernahmen Heike Munder (heute Direktorin des Migros Museum für Gegenwartskunst) und Bernd Milla (heute Geschäftsführer der Kunststiftung Baden-Württemberg). Sie hatten als Studierende sowie Beteiligte an Kunstraumprojekten 1995 die Halle für Kunst Lüneburg e. V. gegründet. Die Einbindung von Studierenden in die interdisziplinäre Projektarbeit von Künstlern, Kuratoren und Wissenschaftlern im Rahmen von forschungsbasierter Lehre ist ein bis in die Gegenwart charakteristisches Merkmal des Kunstraums.
Die von der Architekten- und Künstlergruppe nOffice durchgeführte Umgestaltung des Kunstraums in Halle 25 der Universität wurde im Mai 2011 mit der Auslobung des Daniel Frese Preis für zeitgenössische Kunst der Öffentlichkeit vorgestellt.

## Inhalte der Arbeit
Eine gemeinsame theoretische Basis der Gründungsmitglieder ist die Annahme einer Kontinuität von Kunst und Wissenschaft. Hierzu berufen sich die drei Gründer – sie sind zugleich als Kuratoren und als Wissenschaftler tätig – auf Pierre Bourdieu, Nelson Goodman, Thomas S. Kuhn und Howard S. Becker.
Die neunziger Jahre des 20. Jahrhunderts waren im Kunstraum einerseits von der Zusammenarbeit mit künstlerischen Vertretern von Institutional Critique und Conceptual Art geprägt. Zu ihnen zählen Künstler wie Andrea Fraser, Renée Green, Clegg & Guttmann, Christian Philipp Müller und Hans-Peter Feldmann. Andererseits wurden Projekte mit Künstlern aus Frankreich wie Christian Boltanski und Fabrice Hybert realisiert. Als Gastkurator fungierte Hans-Ulrich Obrist, dessen Archiv der Kunstraum von 1999 bis 2008 beherbergte. Mit Beginn des 21. Jahrhunderts haben der Medientheoretiker und konzeptuelle Künstler Peter Weibel und der an Deleuze orientierte Philosoph Gerald Raunig mit Impulsen zum theoretischen Konzept beigetragen. Gemeinsam mit Raunig und dem European Institute for Progressive Cultural Policies (EIPCP) in Wien wurden von 2001 bis 2008 mehrere Projekte realisiert, die im Culture 2000 Programm der EU-Förderprogramme finanziell gefördert wurden. Auf diese Weise konnte der Kunstraum der Universität Lüneburg seine internationale Ausrichtung auf institutioneller Ebene verstärken. In diesem Rahmen war es möglich, den seit der Gründung angestrebten interdisziplinären Austausch zwischen Kunst, Theorie und Wissenschaft voranzutreiben und öffentlich zu machen.
In diese Zeit fällt die Zusammenarbeit mit Roger M. Buergel und Ruth Noack, die später gemeinsam die 2007 gezeigte documenta 12 leiteten. Buergel und Noack kuratierten die im Juli 2003 im Kunstraum gezeigte Ausstellung Formen der Organisation, in der Arbeiten von dreizehn Künstlern gezeigt wurden. Zehn dieser Künstler luden Buergel und Noack vier Jahre später auch zur documenta 12 ein. Buergel und Noack begannen das Projekt Die Regierung im November 2003 mit einer Ausstellung, die später auch im MACBA Barcelona, bei Miami Art Central, in der Wiener Secession und im Witte de With Rotterdam gezeigt wurde. Bis auf eine Ausnahme nahmen alle Künstler aus Formen der Organisation auch an Die Regierung teil; der Teilnehmerkreis wurde auf 23 Künstler bzw. Künstlerkollektive erweitert. Von den teilnehmenden Künstlern wurden von Buergel und Noack sechzehn Künstler auch zur documenta 12 eingeladen.
Auch die Zusammenarbeit mit Franz Schultheis und der Stiftung Pierre Bourdieu wurde aufgenommen. Die Kooperation mit dieser Stiftung ergab Ausstellungen, Symposien und Publikationen zur Visualität und zur fotografischen Praxis von Pierre Bourdieu, teilweise gemeinsam mit den Deichtorhallen Hamburg. Fragen des Kolonialismus und Postkolonialismus widmete sich u. a. ein langjähriges Projekt mit dem Maler Dierk Schmidt am Beispiel der Berliner Konferenz zu Afrika. Die thematische Ausweitung der Projekte des Kunstraum wird zudem deutlich an dem gemeinsam mit Alice Creischer und Andreas Siekmann unternommenen Versuch, an das bildsprachliche Programm von Otto Neurath und Gerd Arntz anzuknüpfen, den Pionieren des im Kunstraum wieder belebten Zusammenspiels von Sozialwissenschaft und Avantgardekunst wie auch der visuellen Kommunikation. Mit Künstlern wie Dan Peterman und Fabrice Hybert sowie Umweltwissenschaftlern der Universität griff der Kunstraum den Diskurs der Nachhaltigkeit auf. Zur thematischen Expansion der jüngeren Zeit zählen kritische Impulse zum Kreativitätsdiskurs, unter Beteiligung von Vertretern der kritischen Theorie, des Postoperaismus und der Cultural Studies. An die Schwerpunkte im Bereich der konzeptuellen Kunst wiederum schloss das über mehrere Jahre verfolgte Wiki Projekt Conceptual Paradise mit Stefan Römer an.

## Ausstellungen / Projekte (Auswahl)
- 1994: The Open Public Library in Hamburg, mit Michael Clegg und Martin Guttmann
- 1994 Services, mit Andrea Fraser und Helmut Draxler
- 1995: Die Archive der Großeltern, mit Christian Boltanski und Hans Ulrich Obrist
- 1996: Import/Export Funk Office – Digital Transformation, mit Renée Green
- 1996 Öffentlich/Privat, mit Thomas Locher und Peter Zimmermann
- 1997: Revisionen des Abstrakten Expressionismus, mit Roger M. Buergel, Ruth Noack, Stefanie-Vera Kockot
- 1997: Testoo® Muster, mit Fabrice Hybert und Hans Ulrich Obrist
- 1998: Der Campus als Kunstwerk, mit Christian Philipp Müller – eine permanente Installation
- 1999: Interarchive, mit Hans-Peter Feldmann und Hans-Ulrich Obrist
- 2001: Dienstleistung: Fluchthilfe, mit Martin Krenn und Oliver Ressler
- 2000: Treibhaus, mit Dan Peterman
- 2003: Vivre en POF, mit Fabrice Hybert
- 2004: Die Regierung. Handlungen, die Handlungen setzen, mit Roger M. Buergel und Ruth Noack
- 2005: Ökonomien des Elends. Pierre Bourdieu in Algerien, mit Franz Schultheis und Christine Frisinghelli
- 2006: Making Worlds<reformpause>, mit Marion von Osten
- 2007: „Die Teilung der Erde“ – Tableaux zu rechtlichen Synopsen der Berliner Afrika-Konferenz, mit Dierk Schmidt
- 2010: Conceptual Paradise – the studio of interest, mit Stefan Römer[4]
- 2008: Moirés, mit Astrid Wege
- 2011: Demanding Supplies – Nachfragende Angebote, mit Julia Moritz
- 2013: Front, Field, Line, Plane, mit Urban Subjects (Sabine Bitter, Helmut Weber, Jeff Derksen)
- 2014: Art and its Frames – Continuity and Change, Symposium mit Beatrice von Bismarck, Julia Bryan-Wilson, Helmut Draxler, Andrea Fraser, Renée Green, Hannes Loichinger, Sven Lütticken, John Miller, Marion von Osten, Gerald Raunig, André Rottmann, Stefan Römer, Simon Sheikh und Ulf Wuggenig
- 2017: Backstage I, II und III
- 2019: Open Codes? - Ausstellung in Zusammenarbeit mit dem Zentrum für Kunst und Medien (ZKM), Karlsruhe.
- 2023: Deadtime (“Maggie’s Solo”) mit Cally Spooner und Will Holder
- 2023: Twice - Park MccArthur mit Nina Bartnitzek, Leonie Dinkloh, Daniela Fernanda Oliva Garcia, Patricia Fritze, Paula Gottschalk, Smilla Grubert, Rachel Haidu, Madeleine Häusler, Esther Heltschl, Elaine Lillian Joseph, Ann-Charlott Junior, Annelie Kebschull, Jacqueline Klemm, Antonina Kovacevic, Sophie McCuen-Koytek, Annelie Lau, Jordan Lord, Jan Müggenburg, Mariia Rakhmanova, Lea Marie Schöpper, Lili Berenike Merit Schröder, Wilson Sherwin, Chiara Steinmann, Elizaveta Voronova, Christopher Weickenmeier, Chiara Welter
- 2024: The Professor´s Body. On Academic Affect and Habitus. Ausstellung mit Leda Bourgogne und Veranstaltungsprogramm mit Franzis Kabisch, Ho Rui An, Rahel Spöhrer und Maximiliane Baumgartner
- 2025: Seven Works - Wisrah C. V. da R. Celestino. Kuratiert von Ana Druwe in Zusammenarbeit mit der Halle für Kunst Lüneburg. Die Gruppenausstellung BE/HOLDING (Marie-Sophie Dorsch, Lisa Deml) entsteht in Kooperation mit dem Kunstraum der Leuphana Universität Lüneburg, wo Seven Works parallel gezeigt wird